# Ted Chiang
Ted Chiang   (Port Jefferson, 20 d'octubre de 1967) és un escriptor nord-americà de ficció especulativa. El seu nom xinès és Chiang Feng-nan (姜峯楠).
Els seus treballs de ficció breu li han suposat quatre premis Hugo i quatre premis Nebula, a més d'altres prestigiosos premis d'aquest gènere.

## Biografia
Va néixer a Port Jefferson el1967 i es va graduar en ciències de la computació a la Universitat de Brown. Actualment resideix a Bellevue, prop de Seattle, Washington, on compagina la seva faceta d'escriptor de ficció amb la d'autor de manuals tècnics de programari.

## Carrera literària
Tot i que no és un autor molt prolífic, només ha publicat dotze històries curtes fins al 2011, si que ha guanyat una sèrie de prestigiosos premis de ficció especulativa per les seves obres: un premi Nebula al millor relat per la torre de Babilònia (1990); el premi John W. Campbell al millor autor novell el 1992; el premi Nebula a la millor novel·la curta i el premi Theodore Sturgeon Memorial per la història de la teva vida (1998); un premi Sidewise per Setanta-dues lletres (2000); un premi Nebula, el premi Locus i el premi Hugo al millor relat per l'infern és l'absència de Déu (2002), i un altre premi Nebula i Hugo a la mateixa categoria per The Merchant and the Alchemist's Gate (2007); un premi BSFA, el premi Locus i el premi Hugo al millor relat curt per Exhalació (2009). La seva novel·la curta El cicle de la vida dels objectes de programari (2010) va guanyar tant el Locus com l'Hugo a la millor novel·la curta.
Chiang va rebutjar una nominació a un premi Hugo per la seva història T'agrada el que veus? Documental el 2003 perquè la història era apressada a causa de pressions editorials i no era el resultat que ell desitjava.
Les vuit primeres històries de Chiang estan recollides en La història de la teva vida. El seu relat The Merchant and the Alchemist's Gate també va ser publicat en The Magazine of Fantasy and Science Fiction.

## Obra
Ficció breu
- La torre de Babilònia (1990) (Premi Nebula al millor relat)
- Dividit entre zero (Full Spectrum 3, 1991)
- Comprèn (Asimov's Science Fiction, 1991)
- La història de la teva vida (Starlight 2, 1998) (Premi Nébula a la millor novel·la curta i premi Theodore Sturgeon Memorial)
- L'evolució de la ciència humana (Nature, 2000)
- Setanta-dues lletres (Vanishing Acts, 2000) (Premi Sidewise a la millor història alternativa)
- L'infern és l'absència de Déu (Starlight 3, 2001) (Premi Hugo al millor relat, premi Locus i premi Nebula al millor relat)
- T'agrada el que veus? Documental (La història de la teva vida, 2002)
- What's Expected Of Us (Nature, 2006)[2]
- The Merchant and the Alchemist's Gate (Subterranean Press, 2007 i F&SF, setembre 2007) (Premi Nebula al millor relat i premi Hugo al millor relat)
- Exhalació (Eclipsi 2, 2008) (Guanyador del BSFA, premi Locus al millor relat curt, premi Hugo de 2009)
- El cicle de la vida dels objectes de programari (Subterranean Press, 2010) (Guanyador del premi Locus, guanyador del premi Hugo i nominat al premi Nebula)
- La veritat dels fets, la veritat del cor (2013)
- The Great Silence (2015)

Recopilatori
- La història de la teva vida (Col. Bibliópolis Fantàstica nº 12 ISBN 84-96173-08-9) (Premi Locus a la millor recopilació)

### Adaptacions
La seva novel·la curta La història de la teva vida ha estat adaptada com a pel·lícula sota el títol de Arrival (2016). Chiang també ha revelat en una entrevista que uns altres dos relats seus han estat adquirits per ser adaptats, però que es troben en una etapa primerenca de producció i, per tant, "seria prematur parlar d'ells". Al juliol de 2017 el guionista de Arrival, Eric Heisserer, va revelar que estava treballant en una adaptació a sèrie de televisió de la novel·la curta T'agrada el que veus? Documental per a la cadena AMC.